# Euodynerus niloticus
Euodynerus niloticus är en stekelart som först beskrevs av Henri Saussure 1856.  Euodynerus niloticus ingår i släktet kamgetingar, och familjen Eumenidae.

## Underarter
Arten delas in i följande underarter:
- E. n. ebneri
- E. n. esaudita
- E. n. saudita